# Дзвоники ріпакоподібні
Дзвоники ріпакоподібні (Campanula napuligera) — анемохор, автохор, ентомофіл. Представник роду дзвоники (Campanula), родини дзвоникові (Campanulaceae).

## Поширення та екологія
Вид поширений у Західних, Східних і Південних Карпатах, гірські системи Балканського півострова. Зростають в лісовому, субальпійському (до 1750 м) і значно рідкісніше в альпійському поясах, трапляються на луках лісового, зрідка субальпійського поясів, на скелях. У Високих Татрах зростає до 1850 м, у Західних Татрах — до 1950 м. В Українських Карпатах часто зустрічається у Чивчинських горах, зрідка на Чорногорі й у Мармароському масиві.

## Морфологія
Багаторічна трав'яниста рослина 20-60 см заввишки, корені потовщені й м'ясисті, стебла розсіяно запущені, поодинокі або по декілька.
Прикореневі листки округлі або округлосерцеподібні, на черешках, швидко відмирають, стеблові — сидячі, більш-менш широколанцетні, у нижній частині стебла найдовші, по краях розсіяно-зубчасті, верхні — лінійно-ланцетні.
Квітки зібрані в гроно або розлогу китицю (інколи лише одна квітка), пониклі. Віночок 16-20 мм завдовжки, блакитно-фіолетовий. Цвіте у липні — вересні.

## Охорона
Вид під охороною в Польщі, занесено у Червону книгу Польщі з грифом на межі вимирання. В Україні охороняється у Чорногірському, Мармароському, Угольсько-Широколужанському масивах Карпатського біосферного заповідника.

## Використання
Рослину варто використовувати у декоративному квітникарстві (в альпінаріях). У Польщі вирощують лише на експериментальних ділянках науково-дослідних станцій.